# Elazığ
Elazığ est une ville de Turquie, préfecture de la province du même nom.
Au recensement de 2008, sa population s'élève à 375 534 habitants (ville).
Au recensement de 2014, sa population s'élève à 568 239 habitants (district).
Elazığ est une extension de la ville historique de Harpout.

## Étymologie
Elazığ était autrefois un faubourg de l’ancienne ville fortifiée de Harput, appelé Mezre. Heinrich Hübschmann identifiait Mezre à Mazara (Μαζάρα), mentionnée par Ptolémée. Nicholas Adontz, lui, faisait dériver le nom d’un mot arabe signifiant « terre cultivable » ou « hameau » (emprunté en turc comme mezra). Le nom Mezre pourrait aussi provenir d’expressions comme Ağavat Mezrası ou Mezra-ı Çötelizade, en lien avec des notables exilés de Harput au XVIIIe siècle,.
Des Arméniens originaires de Harput (arménien : Խարբերդ, romanisé : Kharberd) s’y installent au XVIIe siècle, donnant à la localité le nom de Nor Kharberd (« Nouveau Harput »). Le nom kurde de la ville est Xarpêt.
Sous l’Empire ottoman, la ville prend le nom de Mamuret-ul-Aziz, abrégé en Elaziz (kurde : Elezîz). En 1937, sur ordre de Mustafa Kemal Atatürk, le nom fut turquifié en Elazık, mais en raison de difficultés de prononciation, la forme Elazığ fut finalement adoptée.

## Histoire
La ville a beaucoup changé d'appartenance : principauté de Çubukoğulları (en) (1085-1112), Royaume des Artukides, Sultanat de Roum, Beylicat de Dulkadir, Ilkhanat de Perse, Fédération des Aq Qoyunlu, Empire iranien des Séfévides, et enfin Empire ottoman.
Au XIXe siècle, le quartier se détache de la ville-forteresse d'Harpout, qui depuis ne cesse de décliner. En 1879, l'agglomération devient le chef-lieu d'une province, le vilayet de Mamouret-ul-Aziz.
Sous autorisation officielle, les missionnaires américains participent au développement : hôpital, ateliers, Collège de l'Euphate (en)... jusqu'en 1915, principalement en direction des populations arméniennes.
En 1895, les massacres hamidiens frappent les Arméniens et ceux qui s'en occupent : les écoles sont incendiées. En 1915, lors du génocide arménien, la « province de la mort » voit passer de nombreux convois de déportés. Le consul américain Leslie Davis a laissé un récit de cette période tragique.

## Jumelages
La ville de Elazığ est jumelée avec:
- Mamuša (Kosovo)
- Oblys d'Aqmola (Kazakhstan)

## Personnalités
- Muhammed Necati Şaşmaz (1971-), acteur, est né à Elazığ.